# Комарово (Вохтожское муниципальное образование)
Комарово — деревня в Грязовецком районе Вологодской области.
Входит в состав Вохтожского муниципального образования, с точки зрения административно-территориального деления — в Вохтогский сельсовет.
Расстояние по автодороге до районного центра Грязовца — 71 км, до центра муниципального образования Вохтоги — 5 км. Ближайшие населённые пункты — Верхняя Пустынь, Нижняя Пустынь, Алексино.
По переписи 2002 года население — 2 человека.